# Евиански споразумения
Евианските споразумения, сложили край на Войната за независимост на Алжир от Франция, са сключени във френския гр. Евиан ле Бан на 18 март 1962 г.
Споразуменията предвиждат:
- прекратяване на огъня (на 19 март),
- провеждане в Алжир на референдум за независимост и признаването му от Франция в случай на одобрение от алжирския народ,
- собствеността на живеещите в Алжир френски граждани да бъде отчуждавана само с изплащане на компенсация.

Франция се задължава да изведе своите войски от Алжир в течение на 3 години и да окаже на Алжир финансова, икономическа и техническа помощ в рамките на двустранни споразумения.
Евианските споразумения са потвърдени на френския референдум на 8 април същата година, в хода на който 91 % от французите ги одобряват. Нелегалната организация ОАС, въпреки прекратяването на огъня, продължава своята терористична дейност на територията на Франция и Алжир до средата на юни. Референдумът по статута на Алжир се състои на 1 юли: почти 100 % от алжирците се изказват за независимост на страната.
На 3 юли Франция признава резултатите. Независимостта на Алжир е провъзгласена на 5 юли - на датата, на която неговата столица град Алжир пада под френска власт през 1830 г. Датата 5 юли е обявена за национален празник на Алжир.